# 馮家楨
馮家楨（1596年—1675年），字瑞鲤，號吉人，晚號退庵，浙江宁波府慈溪县人。明朝末年政治人物。

## 生平
二十九岁中天啓四年（1624年）甲子科浙江乡试舉人，崇祯四年（1631年）辛未科进士。吏部观政，七年授中书舍人，册封周藩，擢工部屯田司主事，十二年升屯田司郎中，不久丁母忧归乡。南明弘光时，任太仆寺少卿。明亡隐居乡里，蓄養家班歌伶，时时召集諸名士聚于家中，填词作曲，使伶人演唱。

## 家族
子冯子昭、冯武水。外孙女婿裘璉。